# Chichilecas
Chichilecas är en ort i Mexiko.   Den ligger i kommunen Milpa Alta och delstaten Distrito Federal, i den sydöstra delen av landet, 29 km söder om huvudstaden Mexico City. Chichilecas ligger 2 805 meter över havet och antalet invånare är 142.
Terrängen runt Chichilecas är bergig, och sluttar norrut. Runt Chichilecas är det mycket tätbefolkat, med 2 431 invånare per kvadratkilometer. Närmaste större samhälle är Tlalpan, 16,9 km nordväst om Chichilecas. I omgivningarna runt Chichilecas växer huvudsakligen savannskog.